# Betcave-Aguin
Betcave-Aguin település Franciaországban, Gers megyében. Lakosainak száma 91 fő (2022. január 1.). Betcave-Aguin Bellegarde, Meilhan, Moncorneil-Grazan, Simorre, Tachoires és Villefranche-d'Astarac községekkel határos.

## Népesség
A település népességének változása:
| Lakosok száma | 92   | 73   | 88   | 102  | 91   | 88   | 85   | 88   | 90   | 91   |
|               | 1968 | 1982 | 1990 | 2006 | 2013 | 2015 | 2017 | 2019 | 2020 | 2022 |